# Mintadi

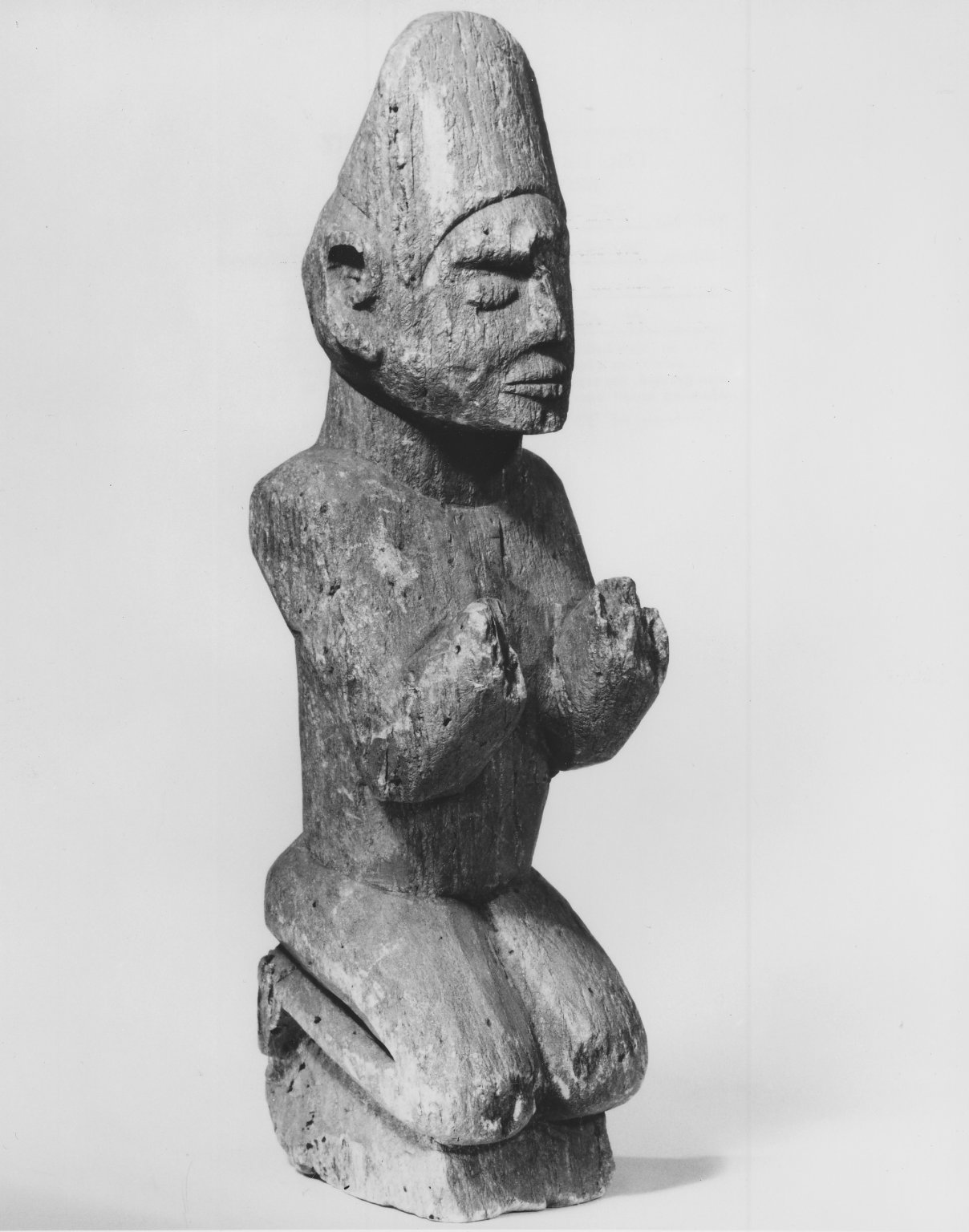
Home agenollat sobre un pedestal (ntadi), finals del s. XIX-principis del XX, Museu de Brooklyn, Nova York

Els mintadi (en kongo: 'guardians'), en singular: ntadi, són escultures d'esteatita fetes al nord de l'actual Angola i a l'oest de l'actual República Democràtica del Congo (territori corresponent a l'extensió màxima del Regne del Congo) des segle XVI a començament del segle XX.
Alguns van ser introduïts a Europa al segle XVII per missioners italians provinents del Congo i exposats des d'aquella època al Museu Kircher (hui al Museu Nacional Prehistòric i Etnogràfic Luigi Pigorini, de Roma). Robert Verly va voler fer-ne un inventari a principis dels anys cinquanta. Un ntadi (que representa una dona asseguda amb les cames encreuades alletant un xiquet) està exposat al Museu de Belles Arts de Boston.
Els mintadi s'utilitzaven per decorar les tombes dels notables del Regne del Congo. Se'n coneixen diferents tipus: un sobirà que porta la insígnia del poder, o representat com un "pensador" (assegut amb les cames encreuades, el cap recolzat sobre una mà), uns dignataris de genolls, uns dona alletant un xiquet... Per a l'historiador Georges Balandier, "aquestes figures de pedra […] són els instruments de la religió política [del Regne del Congo], sotmeten alhora que tranquil·litzen".